# Regensburger Anzeiger
Der Regensburger Anzeiger war die älteste der Regensburger Zeitungen wurde 1849 gegründet, entwickelte sich zur bedeutendsten katholisch-konservativen Tageszeitung in Bayern mit dem Rang eines Regierungsblattes. Die Zeitung wurde von den Nationalsozialisten ab 1933 bis 1936 zunehmend drangsaliert und am Ende zur Aufgabe gezwungen.

## Entstehung und Gründung im Verlag Pustet
Im Revolutionsjahr 1848 waren in Regensburg zwei linksliberale Zeitungen tonangebend, das „Regensburger Tagblatt“ (gegründet 1838 vom Herausgeber und Redakteur Josef Reitmayr) und die „Regensburger Zeitung“ (entstanden 1812 aus zwei Vorgängerblättern im Verlag Neubauer, und ab 1848 mit dem Redakteur Pangkofer). Die Artikel von Pangkofer waren durch Ironie und Schärfe so stark linksliberal geprägt, dass seine Zeitung zunehmend Leser verlor und ihr Erscheinen 1862 einstellte. Auch das „Regensburger Tagblatt“ führte von Anfang an unter Herausgeber und Redakteur Reitmayr eine scharfe Klinge gegen die katholisch-konservativ geprägte städtische Politik und hatte diese Ausrichtung mit dem Schimpfwort Klerikalismus denunziert. Das hatte zu einer anonymen Beschwerde von Regensburger Katholiken beim Innenminister Karl von Abel geführt. In diesem Konflikt wurde deutlich, dass es bei den Auseinandersetzungen in der damals immer noch protestantisch geprägten ehemaligen Reichsstadt Regensburg nicht nur um konservative oder liberale politische Einstellungen ging, sondern zunehmend auch um konfessionelle Gegensätze. Somit war absehbar, dass es mit zunehmender Politisierung der Regensburger Bevölkerung, wenn auch spät, zur Gegengründung einer Zeitung mit katholisch-konservativer Ausrichtung kommen musste.
Die absehbare Neugründung einer Zeitung mit katholisch-konservativer Ausrichtung war das „Bayerisches Volksblatt“, dessen erste Ausgabe im April 1849 im Verlag von Josef Mayr erschien. Diese Zeitung war der Vorläufer des „Regensburger Anzeigers“. Zur Namensänderung kam es, als der Mayr-Verlag, der seinen Sitz in der bayerischen Kleinstadt Stadtamhof nördlich der erst 1810 bayerisch gewordenen, ehemaligen Reichsstadt Regensburg hatte, im März 1850 von der Friedrich Pustet KG mit Sitz in Regensburg aufgekauft wurde. Mit dem Verlagsübergang in die damals noch „neubayerische“ Stadt Regensburg änderte sich auch der bisherige Name der Zeitung von „Bayerisches Volksblatt“ zum Namen „Regensburger Anzeiger“  (Liste historischer Zeitungen in Deutschland).
Bereits in seiner Eröffnungsrede zum Dritten Deutschen Katholikentages am 1. Oktober 1849 in der Ulrichskirche betonte der Verleger Friedrich Pustet nicht nur die große Anzahl der Katholiken in der ehemaligen protestantischen Reichsstadt Regensburg und ihren hohen Organisationsgrad, sondern er verkündete auch die Existenz der neuen Zeitung „Regensburger Anzeiger“. Dabei betont er, dass die neue Zeitung von Anfang an in scharfen Auseinandersetzungen mit dem liberalen „Regensburger Tagblatt“ stand. Als Aufgabe und Ziel der neuen Zeitung, die zum wichtigsten Instrument des politischen Katholizismus in Regensburg und der Oberpfalz werden sollte, wurden formuliert:
- Erhaltung der konstitutionellen Monarchie und der Würde der gesetzlichen Regierungen,
- Vertretung der Rechte des Volkes
- entschiedene und unbeirrte Verteidigung des positiven Christentums gegen Angriffe der Feinde.[2]

## Entwicklung im Verlag Habbel

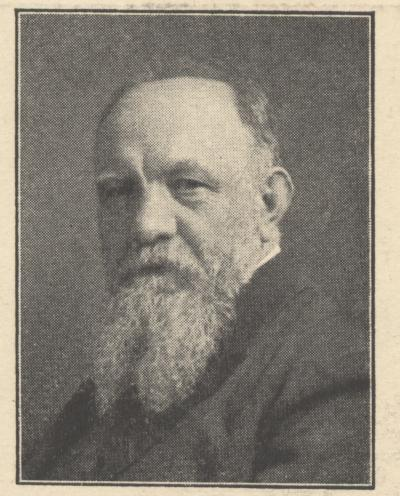
Kommerzienrat Josef Habbel

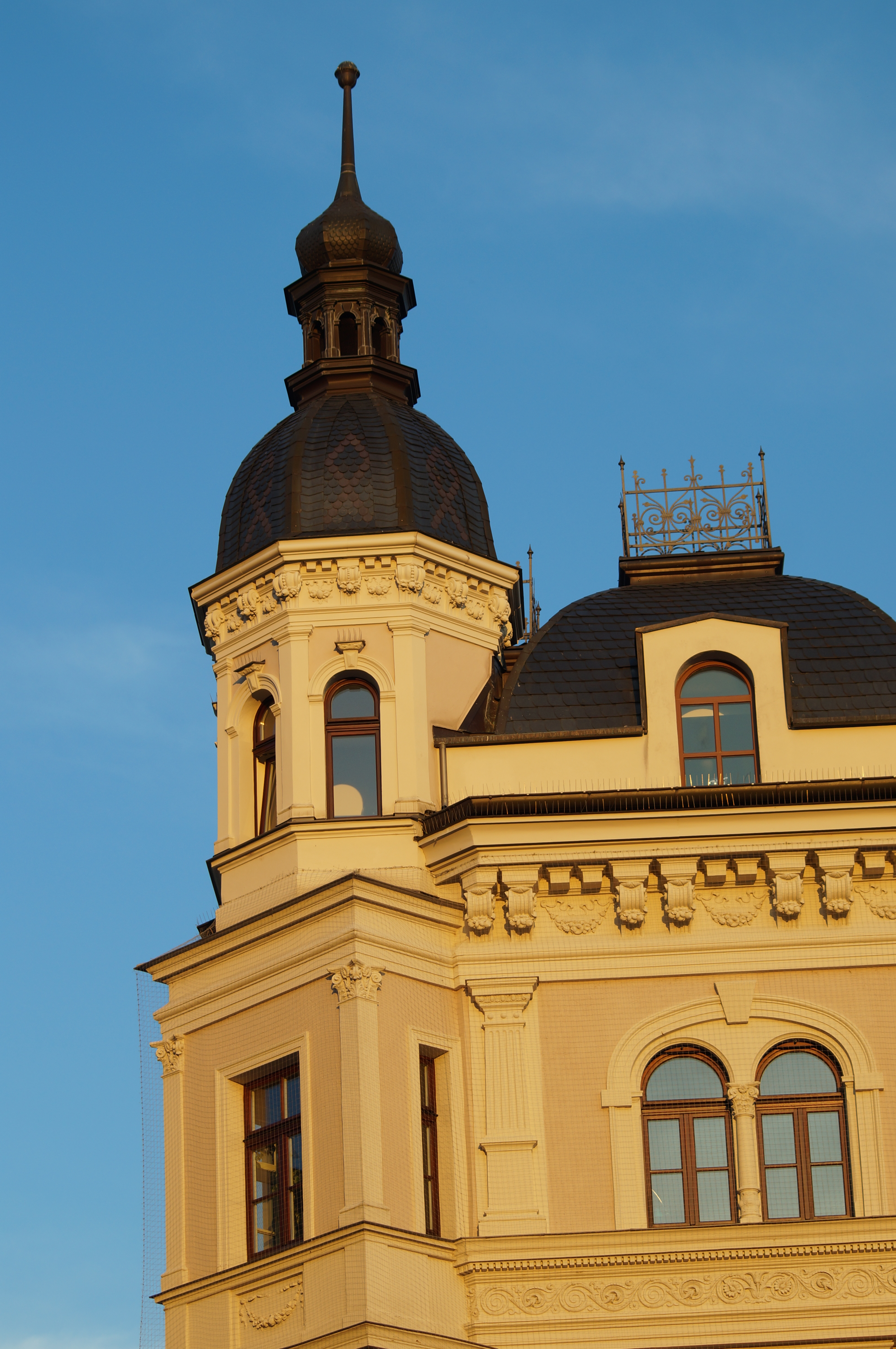
Ehemaliges Verlagshaus Habbel, Königsstraße Nr. 2/4 Eckbau Fröhliche Türken-Str.

1868 kam der bereits familiär und während seiner Ausbildung in Mainz und Paderborn stark katholisch geprägte, gelernte Buchhändler Josef Habbel nach Regensburg, wo er sich im beginnenden bayerischen Kulturkampf für die katholische Sache engagieren wollte. Er wurde vom Verleger Friedrich Pustet eingestellt, erhielt bald eine leitende Stellung in der Pustet KG und übernahm die Amberger Filiale der Firma und die Redaktion der „Amberger Volkszeitung“. Bereits in Amberg wurde Habbel auch politisch tätig und organisierte den Aufbau einer katholischen Partei. 1870 kaufte Habbel von Pustet den Verlag der „Amberger Volkszeitung“ erweiterte sein Unternehmen mit einem Buchverlag für katholisches Schrifttum und fasste auch in Regensburg Fuß.
1883 kaufte Habbel von der Pustet KG das „Regensburger Morgenblatt“ und den „Regensburger Anzeiger“, der als Beilage zum „Morgenblatt“ erschien. Mit Buchverlag und Druckerei übersiedelte er nach Regensburg, verkaufte 1889 die „Amberger Volkszeitung“ und konzentrierte die Geschäfte in Regensburg.
In Regensburg ließ Habbel 1893/5 in der Königsstr Nr. 2., 4 einen gründerzeitlichen, noch heute eindrucksvollen palastartigen Neubau errichten für den Verlag und für eine Druckerei, in der erstmals mit Setzmaschinen gearbeitet und der „Regensburger Anzeiger“ gedruckt werden sollte. Habbel war in der Amtszeit von Bürgermeister Oskar von Stobäus (1869–1903) auch politisch engagiert und gehörte als bekannte Persönlichkeit der katholisch-konservativen Bewegung der Bayerischen Zentrumspartei und dem Gemeinderat in Regensburg an. Mit seiner Zeitung „Regensburger Anzeiger“ bekämpfte er das „Regensburger Tagblatt“, die Zeitung der Liberalen, und die „Regensburger Neuesten Nachrichten“, die Zeitung der bayerischen Sozialdemokraten. Deren Partei, die BayernSPD, hatte sich 1892 nicht wie geplant in der Stadt Regensburg, sondern im dörflichen Vorort Reinhausen gegründet, weil der konservativ-liberale Bürgermeister Stobäus die städtischen Gastwirte überzeugt hatte, keinen Versammlungssaal an die SPD zu vermieten.

## Entwicklung im Verlag Habbel–Held
1899 bestellte Josef Habbel den Juristen Heinrich Held, der nach seinem Staatsexamen in Straßburg und Heidelberg als Journalist gearbeitet hatte, in Regensburg zum Chefredakteur des „Regensburger Morgenblattes“. Die Zeitung hatte in den Jahren des Kulturkampfes eine Blütezeit erlebt und war zusammen mit ihrer Beilage, dem "Regensburger Anzeiger", im ausgehenden 19. und beginnenden 20. Jahrhundert zum zentralen Organ des Regensburger Katholizismus geworden. 1901 heiratete Heinrich Held Marie Habbel, die Tochter von Josef Habbel. 1906 kam es zu einer personellen Umgestaltung des Habbel–Zeitungsverlages durch den Schwiegervater von Held, Josef Habbel, der im Alter von 60 Jahren den Zeitungsverlag an seine beiden Söhne Josef (II.) Habbel (1877–1936) und Martin Habbel (1878–1937) und an seinen Schwiegersohn Heinrich Held übereignete. Damit wurde Held zum Herausgeber und Mitinhaber vom Morgenblatt mit der Beilage „Regensburger Anzeiger“. Unter Helds Federführung entwickelten sich Zeitung und Beilage zur bedeutendsten und auflagenstärksten katholisch–konservativen Tageszeitung in Bayern und zum Parteiorgan der 1870 gegründeten Deutschen Zentrumspartei. Mit Jahresbeginn 1911 wurde der Name „Regensburger Morgenblatt“ aufgegeben und der Name der ehemaligen Beilage „Regensburger Anzeiger“ wurde zum Namen der Neuen Zeitung.
1918 gehörte Heinrich Held zu den Mitbegründern der Bayerischen Volkspartei (BVP). Die neue Partei sollte eine Partei des Politischen Katholizismus sein und Held stellte den „Regensburger Anzeiger“ als Parteiorgan in den Dienst dieser neuen Partei. Im Juni 1924 wurde Heinrich Held als Herausgeber des Anzeigers zum Bayerischen Ministerpräsidenten gewählt und konnte sich in der Zeit des beginnenden Nationalsozialismus bis 1933 im Amt Halten. In dieser Zeit erhielt der „Regensburger Anzeiger“ eine halbstaatliche Sonderstellung, gewann in der Bevölkerung den Rang eines offiziösen Regierungsblattes und wurde zur bedeutendsten katholisch-konservativen Tageszeitung in Bayern.

## Niedergang und Umbenennung im beginnenden Nationalsozialismus

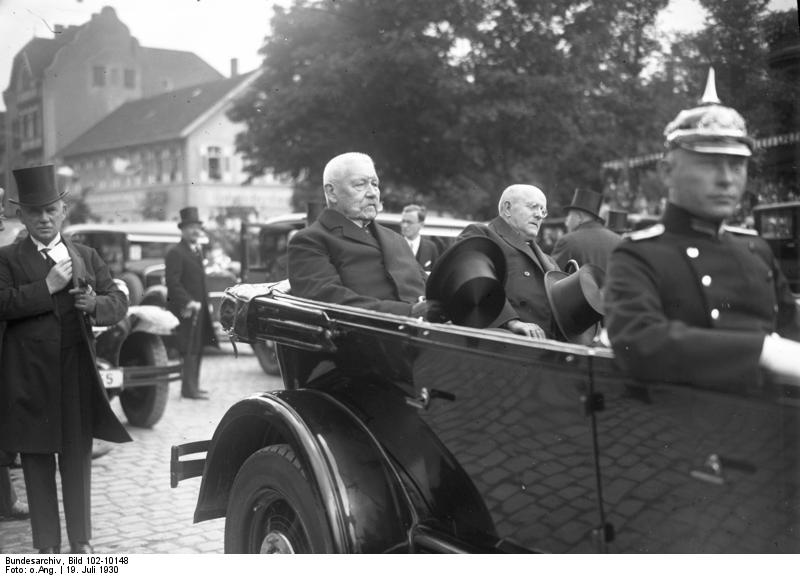
Hindenburg und Held

Die nach dem Hitlerputsch in München im November 1923 zunächst verbotene NSDAP wurde schon 1925 wieder neu gegründet, blieb aber in den Folgejahren in Regensburg, als der Heimatstadt des „Regensburger Anzeigers“ bei den Gemeinderatswahlen 1929 auffällig erfolglos und gewann in Regensburg bei den Gemeinderatswahlen 1929 nur ein einziges Mandat. Bei der Reichstagswahl 1930 war die NSDAP in Regensburg zwar erfolgreicher, blieb aber mit 16,7 % unter dem Reichsdurchschnitt von 17,8 %. Eine wichtige Ursache für die schlechten Ergebnisse der NSDAP in Regensburg war sicher der scharfe Kampf, den der „Regensburger Anzeiger“ in seiner Heimatstadt vom Anbeginn der Regierungszeit von Heinrich Held als Ministerpräsident im Jahr 1924 gegen den aufkommenden Nationalsozialismus geführt hatte. Deshalb war der „Regensburger Anzeiger“ schon vor der Machtergreifung 1933 zum bevorzugten Angriffsobjekt der NSDAP-Tageszeitung „Bayerische Ostwacht“ (ab Oktober 1934 „Bayerische Ostmark“) geworden, die vom NSDAP-Gauleiter Hans Schemm in der Absicht gegründet worden war, in der Region Regensburg dem „Regensburger Anzeiger“ Paroli bieten zu können.
Am 9. März 1933 nach seiner Einsetzung als Reichskommissar für Bayern wurde General Franz Ritter von Epp die Polizeigewalt übertragen mit der Aufgabe, für Sicherheit und Ordnung in Bayern zu sorgen. In München wurden die Minister der bayerischen Regierung durch Minister der NSDAP ersetzt. Der amtierende Ministerpräsident Heinrich Held wurde für abgesetzt erklärt und von SA-Gruppen in die NSDAP-Reichsparteizentrale verbracht. Seine Beschwerden blieben vergeblich. Am 15. März 1933 musste Held sein Amt als Ministerpräsident niederlegen. Er zog sich nach Regensburg zurück, wo inzwischen auch der Oberbürgermeister Otto Hipp mit einem SA-Putsch aus seinem Amt entfernt worden war zugunsten des NSDAP-Mitgliedes Otto Schottenheim.
Für den „Regensburger Anzeiger“ begann eine Zeit mit Drangsalierungen, Reglementierungen und Zensurierungen. Erscheinungsverbote wurden nicht nur angedroht, sondern auch vollzogen. Es gab Entzüge von behördlichen Anzeigen und sogar Abbestellungen durch städtische Beamte zugunsten der „Ostwacht“ NSDAP. Ab dem 1. Januar 1934 wurde der „Regensburger Anzeiger“ gezwungen, sich umzubenennen in „Bayerischer Anzeiger“ und erhielt im Juni 1934 ein 3-monatiges Erscheinungsverbot, das eindeutig den wirtschaftlichen Ruin des ehemaligen „Regensburger Anzeigers“ und damit die Beseitigung der letzten Bastion des politischen Katholizismus in Regensburg und Bayern zum Ziel hatte. Dieses Ziel wurde nach längere Turbulenzen am Ende auch erreicht.

## Das Ende des neuen „Bayerischen Anzeigers“
Der Anlass für das erwähnte 3-monatige Erscheinungsverbot war ein Artikel im „Bayerischen Anzeiger“ unter der Überschrift „Zeitrufe – Gottesrufe“. Der Artikel enthielt Zitate aus Predigten des Münchener Kardinals Faulhaber, in denen sich Faulhaber kritisch zur Entsittlichung in der Zeit der Weimarer Republik geäußert hatte. Mit diesem  Zeitungsartikel sollte dem NSDAP-Reichspropagandaminister Joseph Goebbels eine Lüge nachgewiesen werden. Goebbels hatte dem Kardinal Faulhaber öffentlich vorgeworfen, sich vor 1933 niemals kritisch über die Entsittlichung in der Zeit der Weimarer Republik geäußert zu haben, stattdessen aber immer wieder alles Mögliche am nationalsozialistischen System zu kritisieren. Die Faulhaber-Zitate im Zeitungsartikel widerlegten die Aussage von Goebbels. Dagegen begründete die Polizeidirektion Regensburg ihren Verbotsbeschluss des „Bayerischen Anzeigers“ mit dem sachfremden Argument, der Zeitungsartikel enthalte „eine bewußte Verhöhnung und Verunglimpfung des Nationalsozialistischen Staates“ weil er absichtlich den Eindruck erzeuge, dass Kardinal Faulhaber die „heutigen Verhältnisse kritisiere“. Der Verbotsbeschluss wurde vor Ort von einem NSDAP-Mob unterstützt, der das Verlagshaus mit Steinen bewarf. Die Polizei griff nicht ein, sondern nahm Chefredakteur und Mitherausgeber in Schutzhaft.
Das Verbot des „Bayerischen Anzeigers“ zog Kreise weit über Regensburg hinaus. Während Goebbels das Verbot bestätigte und auch der Regensburger Bürgermeister Schottenheim beim Ministerpräsidenten auf die Aufrechterhaltung des Verbots drängte, protestierte der Botschafter des Papstes in Berlin mehrmals bei der Reichsregierung, ebenso wie der Kardinalstaatssekretär Pacelli, der Verbindungen zu Faulhaber und auch zu Held hatte. Heute ist nachweisbar, dass die vom neu benannten ehemaligen „Regensburger Anzeiger“ ausgelösten diplomatischen Turbulenzen dadurch beendet wurden, dass Hitler selbst eingriff und die Aufrechterhaltung des Verbots entschied. Als sich ein Jahr nach Ablauf des dreimonatigen Verbots zeigte, dass der neu benannte „Bayerische Anzeiger“ weiterhin erschien, wurden die Herausgeber im Oktober 1635 wegen politischer Unzuverlässigkeit aus der Reichspressekammer ausgeschlossen und ihnen die weitere Herausgabe des Anzeigers verboten. Eine Fortführung des Zeitungs-Verlages war damit nicht mehr möglich. Am 31. Januar 1936 wurden die Verlagsrechte an die von der NSDAP beherrschte Phönix Zeitungsverlags GmbH abgegeben und für das neue Geschäft in Regensburg die Tochtergesellschaft „Bayerische Anzeiger GmbH“ gegründet. Damit war eine der letzten Bastionen des politischen Katholizismus in Bayern vernichtet. Das  neue NSDAP-Parteiblatt hatte mit dem Held-Verlag nichts mehr zu tun, wurde aber nach Kriegsende noch manchmal verwechselt mit dem ehemaligen „Regensburger Anzeiger“, der sich ab Januar 1934 nach der erzwungenen Umbenennung „Bayerischer Anzeiger“ nennen musste. Erst dieses Blatt wurde ab Februar 1936 in einen anderen Verlag gezwungen und zu einem NSDAP-Parteiblatt umgestaltet. Als solches hat sich das Blatt dann später anlässlich der Judenpogrome im November 1936 mit Schmähungen gegen die Juden selbst überboten.